# 胡梅拉
胡梅拉（Humera 或 Himera）是埃塞俄比亞北部提格里州的小鎮，位於蘇丹和厄立特里亞接壤的邊界，座標14°18′N 36°37′E / 14.300°N 36.617°E。每年的耕作季節，勞工從全國各地湧至，鎮內人口急劇增長。根據埃塞俄比亞中央統計局2005年人口普查的資料，胡梅拉人口約25,433，其中男性14,364人，女性11,069人。